# 한원진 초상
한원진 초상(韓元震 肖像)은 충청북도 제천시 봉양읍 공전리, 자양영당에 있는 조선시대의 초상화이다. 2012년 7월 6일 충청북도의 유형문화재 제334호로 지정되었다.

## 개요
권상하의 문인 강문팔학사(江門八學士) 중 한사람인 한원진의 초상으로 호분(胡粉)의 사용으로 탁한 느낌이 강하고 안면 처리가 선염에 의한 평면성이 두드러지나 주인공의 전신을 드러내는데 미진함이 없는 작품이다.
화가가 알려지지 않았지만 18세기 사대부 초상의 대표적인 예로 손꼽히는 작품이며 19세기에 그려진 국립중앙박물관 소장인 한원진 초상의 범본이다.

## 같이 보기
- 한원진
- 제천 자양영당 - 충청북도 기념물 제37호

## 참고 자료
- 한원진 초상 - 국가유산청 국가유산포털